# Мяливере
Мя́ливере (эст. Mälivere) — деревня в волости Кохила уезда Рапламаа, Эстония. 

## География и описание
Расположена в 7 километрах к югу от волостного центра — посёлка Кохила, и в 12 километрах к северу от уездного центра — города Рапла. Высота над уровнем моря — 71 метр.
Официальный язык — эстонский. Почтовый индекс — 79814.
В деревне расположена железнодорожная остановка Лоху.

## Население
По данным переписи населения 2011 года, в деревне проживали 75 человек, из них 71 (94,7 %) — эстонцы.
По данным переписи населения 2021 года, в деревне проживали 72 человека, из них 66 (91,7 %) — эстонцы.
Численность населения деревни Мяливере по данным переписей населения:
| Год  | 1959 | 1970 | 1979 | 1989 | 2000 | 2011 | 2021 |
| ---- | ---- | ---- | ---- | ---- | ---- | ---- | ---- |
| Чел. | 121  | ↘ 89 | ↘ 68 | ↘ 39 | ↗ 56 | ↗ 75 | ↘ 72 |

## История
В письменных источниках 1564–1565 годов упоминается Melleuerby, 1725 года — Mellefer, 1798 года — Melliwer.